# Wajxaklajun
Wajxaklajun (prononcé [waχʃaklaˈχun]) (aussi connu sous le nom de Ystapalapán, Yolk'u, El Calvario, Carvao et Curvao) est une ruine de l'ancienne civilisation maya située près de la ville moderne de San Mateo Ixtatán, dans le département de Huehuetenango au Guatemala. Wajxaklajun est considéré comme le site archéologique le plus important de la région de San Mateo Ixtatán. Le site a été daté de la période classique (vers 250-900 AD). Les Mayas Chuj considèrent que la ville a été construite par leurs ancêtres. Le site présente des similitudes avec d'autres ruines mayas des hautes terres voisines ; il est inhabituel par la présence d'un certain nombre de stèles, une caractéristique plus associée aux sites des basses terres pendant la période classique, indiquant probablement un certain niveau d'échange avec les villes des basses terres.

## Étymologie
Wajxaklajun signifie « dix-huit » en langue chuj. Ce nom a été interprété comme provenant du fait que le site était à l'origine composé de dix-huit monticules. Il s'agit toutefois d'une interprétation moderne, et il est possible que le nom dérive à l'origine d'un nom calendaire maya. Une forme plus longue du nom a été enregistrée comme Chonjab' Tepan Wajxaklajun ; cela se traduit par « ville et temple dix-huit »,de chonhap (ville) et tepan (église). Les autres noms du site sont Yolk'u (qui signifie « au soleil ») et El Calvario, parfois contracté en Carvao, ou Curvao. À l'époque de la conquête du Guatemala par les Espagnols, Wajxaklajun a reçu le nom nahuatl de Ystapalapán (signifiant « lieu du sel »), qui a ensuite été modifié en Ystatlan (« abondance de sel » en nahuatl).

## Emplacement

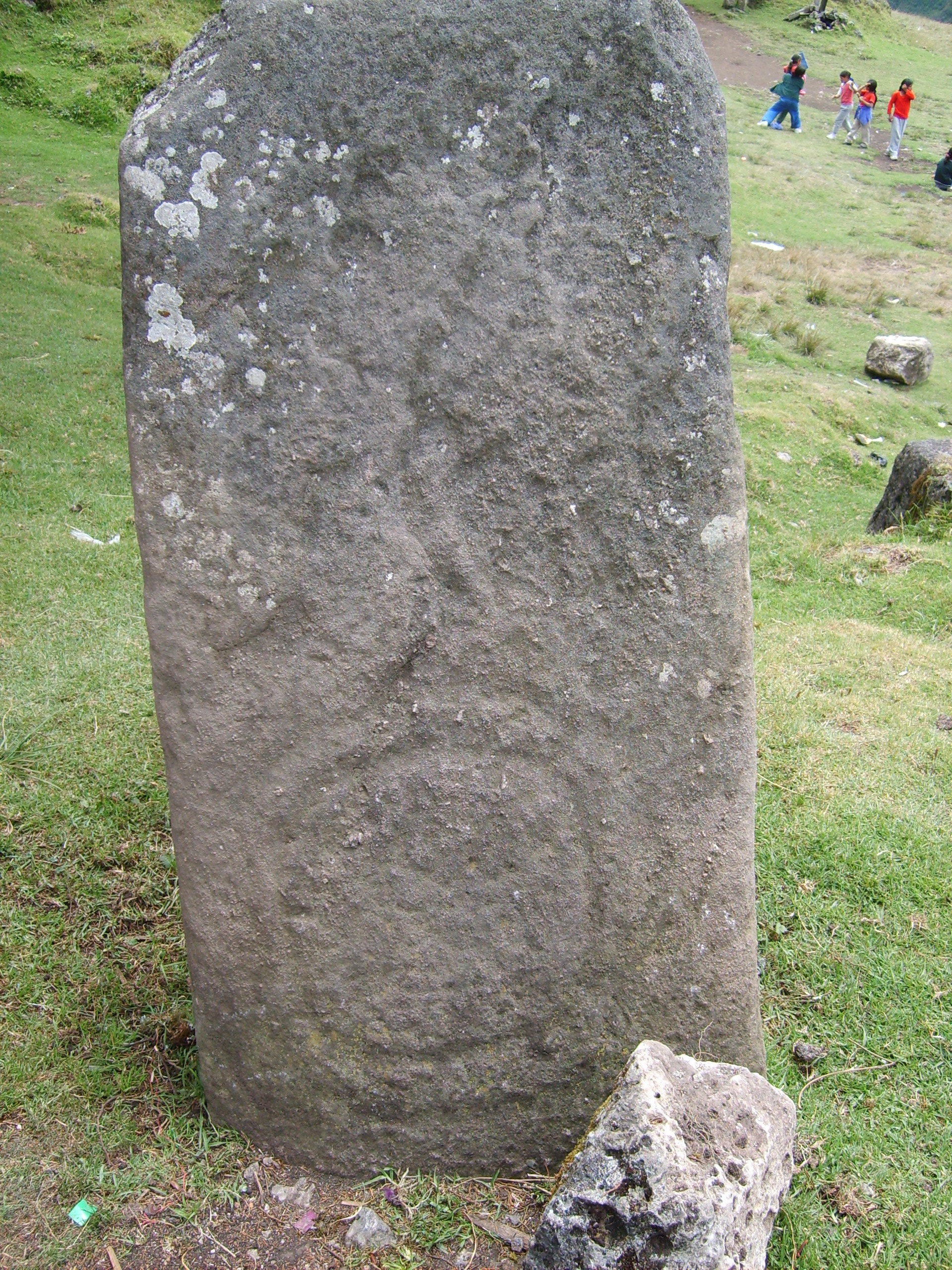
Stèle à Wajxaklajun

Wajxaklajun est situé sur une crête de la chaîne des Cuchumatanes à une altitude de 2 540 mètres, immédiatement à l'est de la ville de San Mateo Ixtatán, dans le département de Huehuetenango au Guatemala. Wajxaklajun se trouve à 40 kilomètres à l'est du site de Quen Santo, datant de la période classique, et à 60 kilomètres de Chinkultic.

## Interactions avec les groupes voisins
Il est probable que le site avait des liens commerciaux avec les hauts plateaux du Chiapas, au Mexique, et indirectement avec les basses terres mayas. Les Chuj auraient échangé du sel provenant des sources locales avec les Mayas Tojolabal en échange de cacao. La tradition locale veut que les Chuj aient capturé les sources de sel des Tojolabal lors d'une bataille.

## Description du site
L'axe principal du site a une orientation de S 52° E, aligné le long de l'éperon occupé par les ruines. Le site est réparti sur trois niveaux différents, à savoir le niveau du sol de la crête, une zone de terrain surélevé au nord-est et une dépression au sud-ouest. L'élévation et la dépression étaient toutes deux des caractéristiques naturelles qui ont été intégrées à la ville précolombienne. Plusieurs structures d'alignement sont situées sur la partie nord-est de la crête, et sur l'élévation, avec une vue sur la vallée vers les sources salées voisines. La pente qui occupe la partie sud-ouest du site a été modifiée par la construction de cinq plates-formes à gradins, d'une manière similaire à celle des pyramides méso-américaines. La partie inférieure du site supporte une grande structure qui était probablement une pyramide.
De façon inhabituelle, Wajxaklajun possède un certain nombre de stèles. Les stèles étaient rarement érigées dans les hautes terres après la période préclassique, et leur présence sur le site peut indiquer des contacts avec les basses terres mayas, où une forte tradition d'érection de stèles existait pendant la période classique. Wajxaklajun est proche de Quen Santo, un site de la période classique avec des inscriptions hiéroglyphiques.
Le premier chercheur moderne à mentionner les ruines est Franz Termer, un Allemand qui a visité le site en 1926, et l'a mentionné dans la presse l'année suivante. La Farge et Byres ont publié une description détaillée du site en 1931. Les enquêteurs de la première moitié du XXe siècle ont identifié des similitudes étroites entre Wajxaklajun et des sites voisins au Chiapas, tels que Tenam Puente et Chinkultic, ainsi que des similitudes avec Zaculeu, la capitale Mam, près de la ville moderne de Huehuetenango.
La Farge et Byres ont décrit le site en termes de trois niveaux.

### Niveau 1
Ce niveau correspond à la partie la plus élevée du site, occupant la partie nord de la crête. Une partie du côté sud-est du niveau 1 est un substrat rocheux exposé ; le reste du côté sud-est, ainsi que le côté sud-ouest, ont été aménagés en terrasses. On suppose que l'accès au niveau 1 depuis le niveau 2 se faisait par un escalier sur le côté sud-est, mais toute trace de cet escalier a été érodée par un chemin moderne.
Le monticule E se trouve au sud-est du bâtiment 10. Il occupait une terrasse intermédiaire entre les niveaux 1 et 2, sur le côté sud-est du niveau 1.
Le monticule G est situé à l'extrémité nord du site archéologique. Il était fortement envahi par la végétation lorsqu'il a été examiné au début du 20e siècle et supportait deux croix en bois.
Le bâtiment 10 se trouve à environ 35 mètres au sud-est dumonticule G, dont il est séparé par une étendue plate. Le bâtiment se dresse au sommet d'une terrasse artificiellement nivelée. Le terrain s'abaisse fortement sur les côtés nord-est, sud-est et sud-ouest. Au début du XXe siècle, les murs mesuraient près de 3 mètres de haut et plus d'un mètre d'épaisseur, il est possible qu'il s'agisse des vestiges d'un bâtiment colonial précoce, peut-être une église ou une mairie.

### Niveau 2

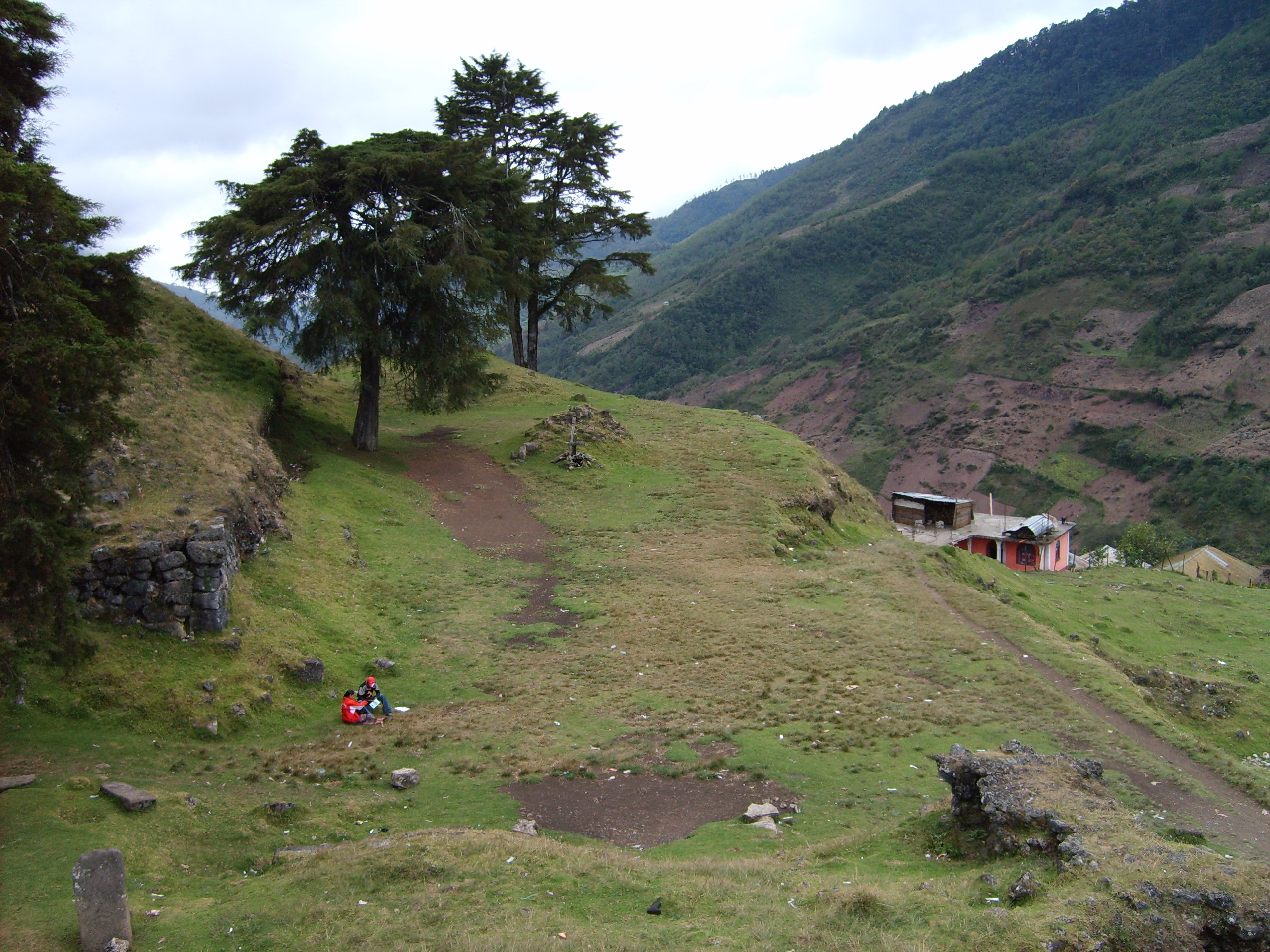
Place II, avec le monticule A à gauche, et le monticule D, plus petit, avec sa croix en bois, au centre, à l'arrière.

Ce niveau se trouve immédiatement au sud-est du niveau 1. Une terrasse de fondation de 1 à 1,5 mètre de haut supporte les monticules A et E, et comporte une marche supplémentaire de 0,5 mètre de haut là où elle borde la place III. Cette terrasse s'étend le long de la base sud-est du niveau 1 et sur le côté nord-est du niveau 2, où des marches mènent à la place III. Sur une partie étroite de la terrasse, entre les places I et II, se trouvent cinq stèles unies.

### Niveau 3
Le niveau 3 est le niveau le plus bas, et représente le niveau du sol naturel sur cette partie de la crête.

## Menaces

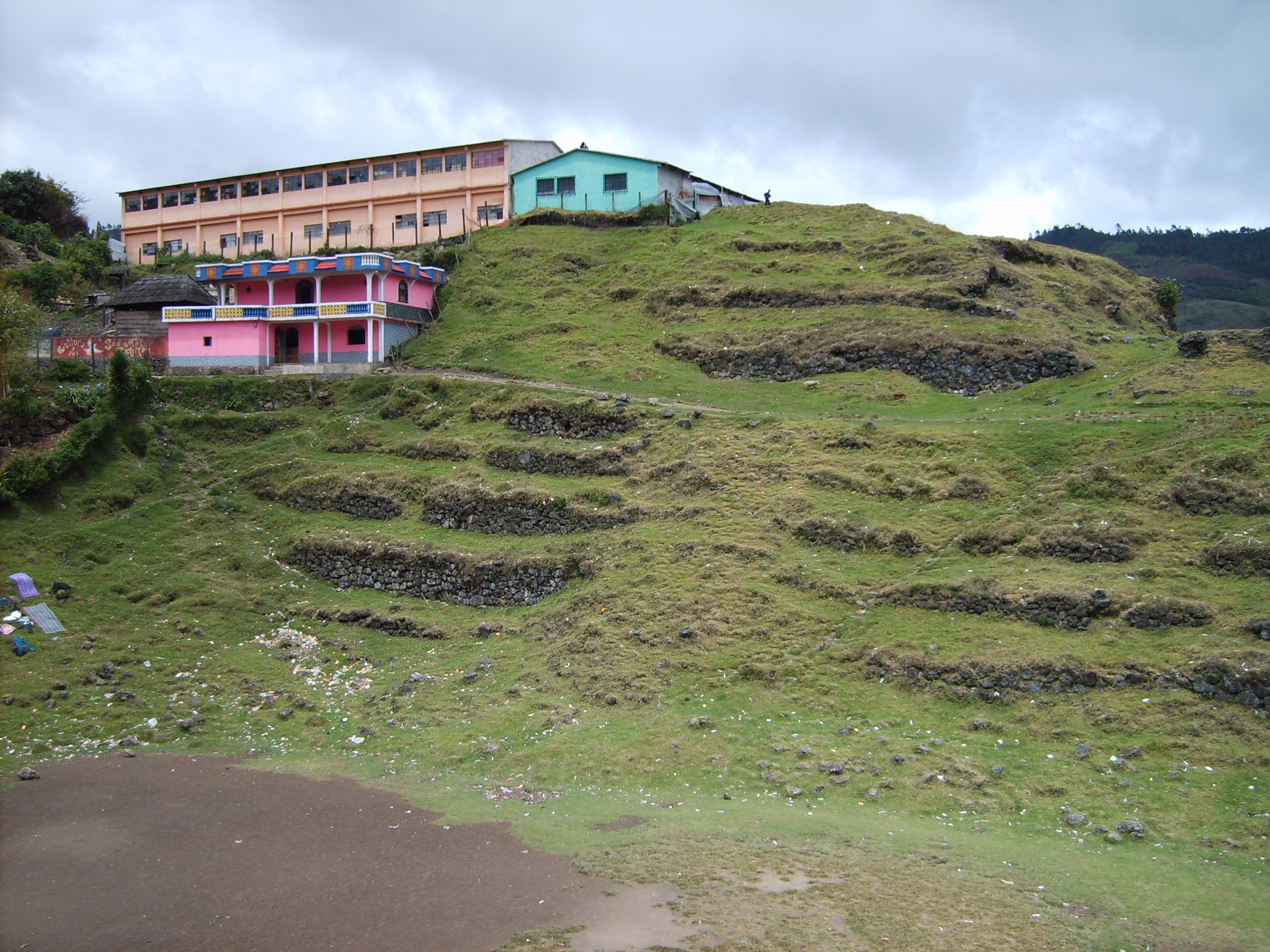
Le site archéologique est menacé par la construction de nouveaux bâtiments

Le site archéologique est menacé par la croissance urbaine de San Mateo Ixtatán, avec la construction de nouvelles maisons sur les ruines. La demande de terrains à bâtir est telle que les autorités municipales ne sont pas incitées à protéger les vestiges précolombiens.

## Traditions locales
Les habitants mayas Chuj de San Mateo Ixtatán considèrent que les ruines ont été construites par leurs ancêtres, qui ont été tués par les envahisseurs espagnols ou se sont enfuis dans les collines. Ces ancêtres auraient construit cette architecture monumentale pour que les générations futures s'en souviennent, ce qui correspond bien à l'idée actuelle des archéologues selon laquelle cette architecture était liée à des lignées particulières et associée au culte des ancêtres. Les Chuj modernes considèrent les ruines comme un lieu sacré, et elles sont toujours le centre des festivités traditionnelles. Les habitants de Tojolabal au Chiapas effectuent des pèlerinages à Wajxaklajun afin d'y accomplir des cérémonies.